# Błażej Janiaczyk
Błażej Janiaczyk (Toruń, 27 januari 1983) is een Pools voormalig wielrenner die zijn carrière afrondde bij Wibatech Fuji.

## Belangrijkste overwinningen
2000
- Eindklassement Ronde van Łódź

2001
- Eindklassement Ronde van Łódź

2004
- La Roue Tourangelle
- Coppa della Pace

2011
- 2e etappe Bałtyk-Karkonosze-Tour

2014
- Eindklassement Memorial im. J. Grundmanna J. Wizowskiego

## Belangrijkste ereplaatsen
2008
- 3e eindklassement Koers van de Olympische Solidariteit
- 3e eindklassement Ronde van Hainan

2009
- 3e Pools kampioenschap op de weg
- 9e eindklassement Ronde van Hainan

2010
- 10e eindklassement Szlakiem Grodòw Piastowskich

2012
- 9e eindklassement Koers van de Olympische Solidariteit